# Punske vojne
Punska vojna je ime treh vojn med Kartagino in mlado Rimsko republiko, ki je v tem konfliktu zmagovala:
- prva punska vojna (264–241 pr. n. št.) je potekala predvsem z mornariškimi silami in se bojevala na Siciliji;
- druga punska vojna (218–202 pr. n. št.) je postala znana po Hannibalovem prehodu čez Alpe. Tu so Rimljani utrpeli poraz v bitki pri Kanah leta 216 pr. n. št., kar je bil njihov najhujši poraz do tedaj;
- tretja punska vojna (149–146 pr. n. št.) se je končala s popolnim uničenjem Kartagine.

Kartagina je bila Feničanska kolonija, ki se je v parih stoletjih močno razvila. Sredi 2. stol. pr. n. št. je prišla v spor z Grki na Siciliji (grške kolonije), ti so pa za pomoč prosili Rimljane. Rimljani so Kartažane imenovali Punci, po njihovem poimenovanju so poimenovane tudi vojne.

## Zgodovina
Kartažani, ki so jih Rimljani imenovali Poeni (Punci), so bili že dolgo uveljavljeni pomorščaki, ki so živeli sredi 3. stoletja pred našim štetjem in nadzorovali zahodno sredozemsko regijo. Kartagina, katere ostanki so v današnji Tuniziji, je bila prvotno kolonija feničanskega mesta Tir. Ko je bil Tir pod pritiskom širitve Asircev, Babiloncev in Perzijcev, je Kartagini v 6. stoletju pred našim štetjem uspelo prevzeti večino feničanskih kolonij in postati novo matično mesto in zaščitna moč zanje. Zgodaj je mesto med drugim obvladovalo zahodno Sicilijo z nepremagljivo trdnjavo Lilybaeum, vendar ni nikoli dobilo celotnega otoka. Pred sredino 3. stoletja pr. n. št. je bilo razmerje med Rimom in Kartagino sodelovanje, kar je razvidno iz več pogodb.
Ko je Rim videl priložnost, da si pridobi prehod na Sicilijo, je Kartagina temu nasprotovala, ker je videla, da je njeno posestvo na zahodu otoka ogroženo. Ta začetni lokalni konflikt se je razširil v boj za hegemonijo v zahodnem Sredozemlju med prvo in drugo punsko vojno. Trajalo je 43 let, obe strani sta se borili energično in z veliko porabo virov.
Čeprav je bil Rim večkrat na robu poraza, je v obeh vojnah zmagal zaradi svojih dokončno nadrejenih človeških in materialnih rezerv, medtem ko je Kartagina opazno oslabela. Po končnem zmagoslavju v bitki pri Zami leta 202 pr. n. št. je bila Kartagina na tleh in se je dejansko zmanjšala na status rimske vazalne države, ki ni smela več voditi neodvisne zunanje politike. Hkrati naj bi se rimski konservativci pod Katonom starejšim bali, da bi se sovražnik ponovno dvignil, zato so dajali kartažanskim severnoafriškim tekmecem velike prednosti. Sčasoma so Rimljani v tretji punski vojni dokončno odpravili kartažansko državo. 146 pr. n. št. so uničili samo mesto (da so Rimljani polja posipali s soljo, da so postala sterilna, je sodobna legenda) in ustanovili novo provinco Afriko. Mesto Kartagina je bilo približno stoletje pozneje obnovljeno pod Julijem Cezarjem in se v naslednjih stoletjih spet razcvetela kot del Imperium Romanum, ki je trajal do konca antike.
O punskih vojnah pišejo rimski zgodovinar Tit Livij, grški zgodovinar Polibij, grško-rimski zgodovinar Apijan, grško-rimski zgodovinar Kasij Dion, rimski biograf Kornelij Nepos in grški biograf Plutarh.